# 트리부날역
트리부날역(스페인어: Tribunal)은 마드리드 지하철의 역이다. 마드리드의 센트로 구의 푸엔카랄 대로에 위치해 있다. 마드리드 지하철 1호선과 10호선이 지나는 환승역이며, 요금구역상으로는 A구역에 속한다.

## 역사
1919년 10월 17일 알폰소 13세의 완공선언과 함께 마드리드 지하철 1호선 첫 구간 (콰트로 카미노스 - 솔)이 개통되었을 당시 문을 열었던 8개 역 중 하나다. 개통 당시 역명은 '오스피시오 역' (Hospicio, 고아원)으로, 산 페르난도 왕립 고아원이 역 입구 부근에 있다고 하여 붙여진 이름이다. 이후 똑같이 역 입구 부근에 자리한 스페인 회계감사원의 이름을 따서 '트리부날 역' (Tribunal)으로 역명을 바꾸었다. 본래 승강장 길이는 60m였으나 1960년대 들어 90m로 확장하였다.
10호선 승강장은 1981년 12월 17일 카라반첼-차마르틴 데 라 로사 구간이 개통됨에 따라 문을 열었다. 이에 기존에는 1호선의 중앙 대합실로 쓰이던 공간이 양 노선에 걸쳐 이용되었다. 처음에는 FEVE 사에서 운영하던 구간이었지만 머지않아 운영권이 마드리드 지방 측으로 넘어갔다.
2016년 7월 3일부터 1호선 도심구간에 해당되는 플라사 데 카스티야-시에라 데 과달루페 구간이 시설정비 공사로 임시 운행중단되면서 영업을 중단하였다. 공사 작업 완료일은 2016년 11월 경이 될 것으로 예측되었고 11월 13일에 모든 작업이 끝나 마지막으로 남아있던 콰트로 카미노스-아토차 렌페 구간이 재개통하면서 이 역도 다시 문을 열었다.

## 환승 정보
1호선과 10호선으로 서로 갈아탈 수 있으며, 두 노선 모두 이 역의 앞뒷역이 환승역이다.
역 주변에는 시내버스 정류장이 한 곳 뿐이며 경유노선은 40번, 149번뿐이다. 야간노선이나 시외버스 노선은 경유하지 않는다.
| 마드리드 지하철                          | 마드리드 지하철        | 마드리드 지하철                     |
| ---------------------------------------- | ---------------------- | ----------------------------------- |
| 빌바오 피나르 데 차마르틴                | 마드리드 지하철 1호선  | 그란 비아 발데카로스                |
| 알론소 마르티네스 오스피탈 인판타 소피아 | 마드리드 지하철 10호선 | 플라사 데 에스파냐 푸에르타 델 수르 |

## 갤러리

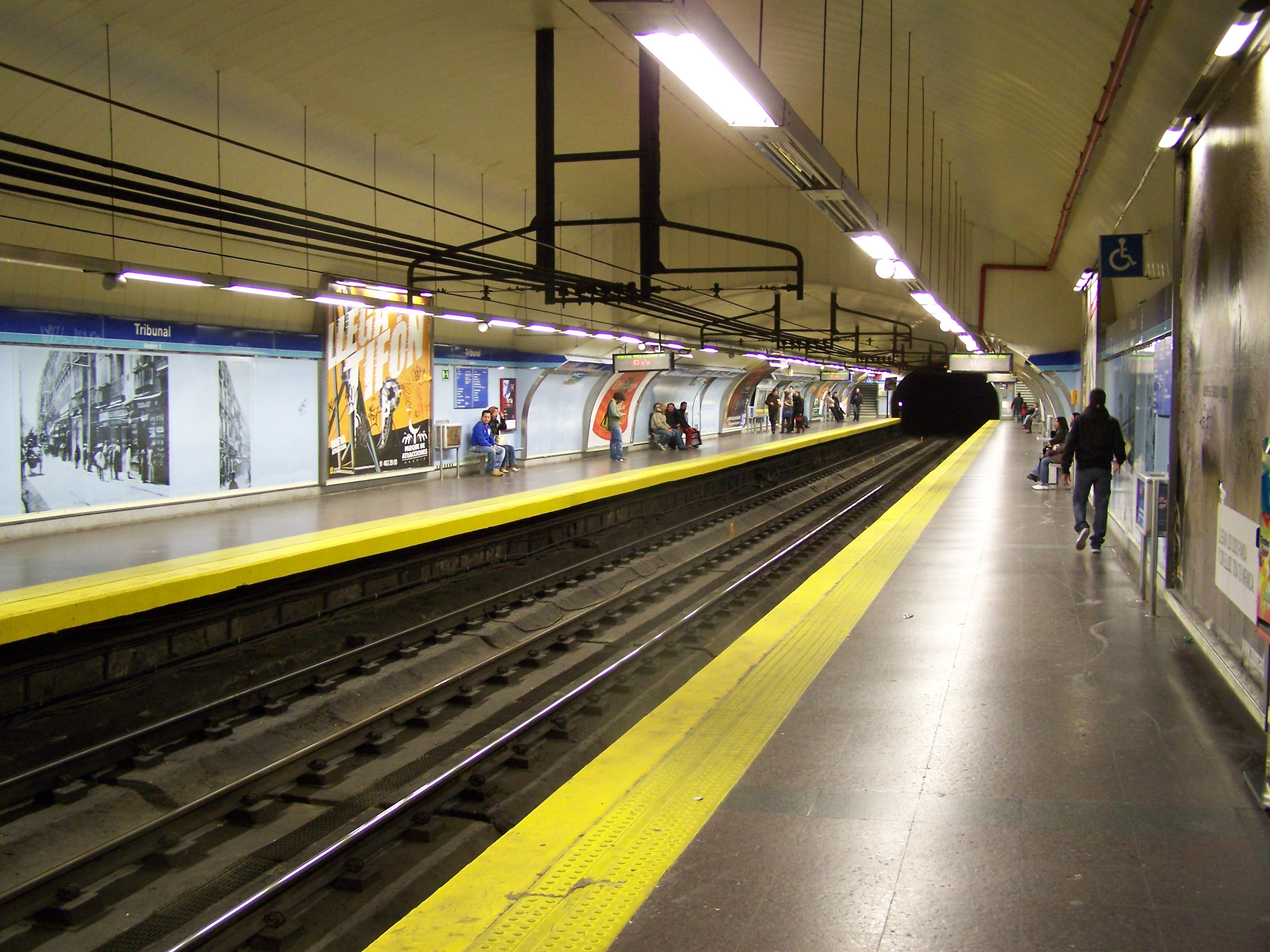
1호선 승강장
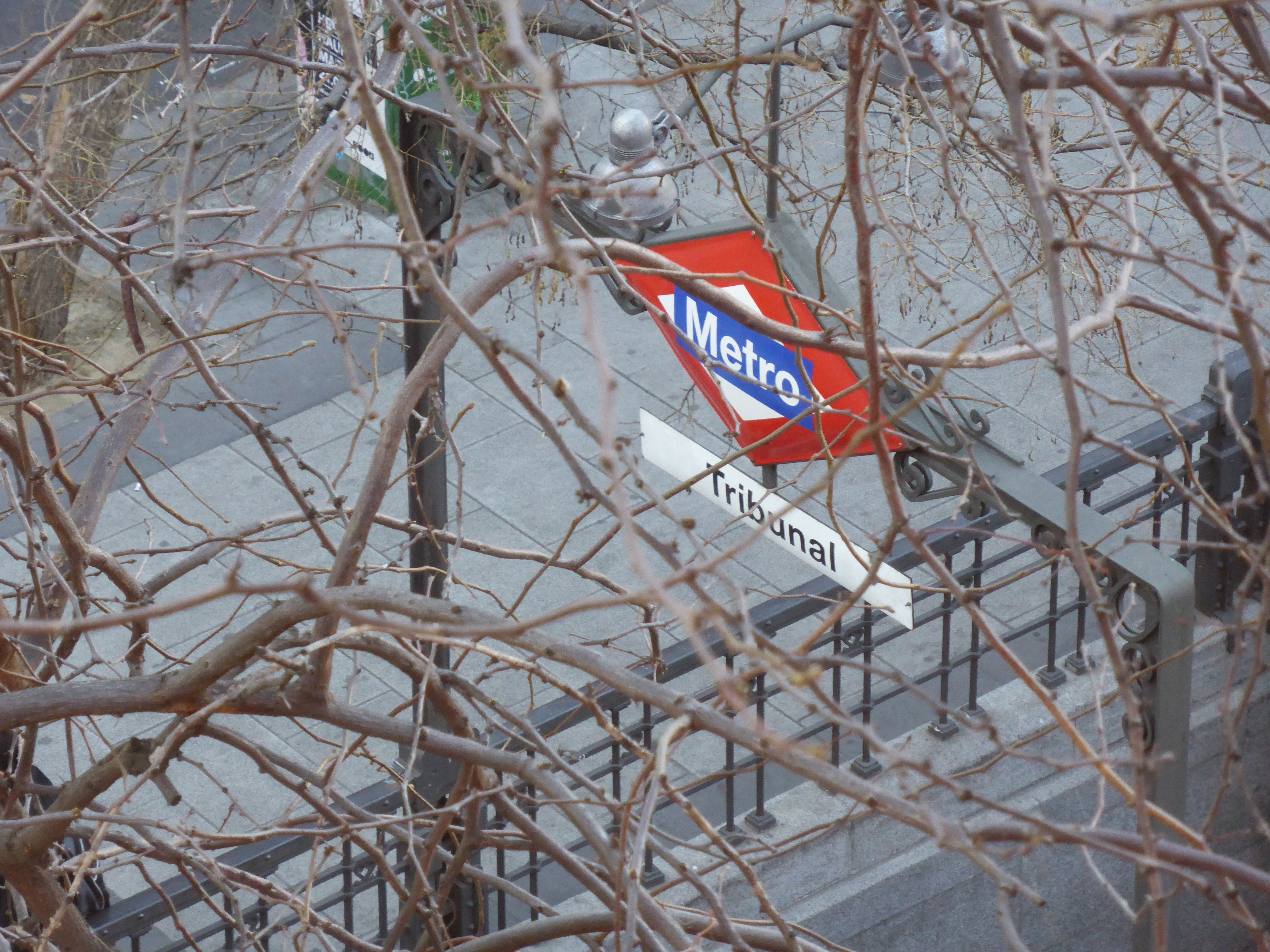
역 출입구